# 화랑 브이 삼총사
"화랑 브이 삼총사"(화랑브이 3총사)는 한국에서 제작된 김영한 감독의 1987년 영화이다. 신철 등이 주연으로 출연하였고 한현숙 등이 제작에 참여하였다.

## 출연

### 주연
- 신철
- 김명덕
- 김유봉
- 방성순
- 최수정
- 이주희

## 기타
- 조명: 박창호
- 미술: 도용우